# Syd Cain
Sidney B. „Syd“ Cain (* 16. April 1918 in Grantham, Lincolnshire; † 21. November 2011 in London) war ein britischer Filmarchitekt und Storyboard-Designer, vorwiegend aktiv im Genre des turbulenten Action-, Kriegs- und Abenteuer-Kinos sowie bei einigen James-Bond-Filmen.

## Leben
Sidney B. Cain hatte sein künstlerisches Rüstzeug an Londons Polytechnic School of Art erhalten, ehe er 1939 eingezogen wurde. 1940 meldete er sich bei der Royal Air Force, wurde aber bald, infolge einer schweren Verwundung, wieder entlassen. Danach ging Cain in die britische Kolonie Rhodesien, wo er als Air-Force-Ausbilder tätig war.
Im Jahr 1944 begann er als Zeichner für die Filmgesellschaft Gaumont British zu arbeiten. 1956 avancierte Cain zum Filmarchitekt-Assistenten, wo er für Kollegen wie Alex Vetchinsky, Tom Morahan und John Box (z. B. bei Keine Zeit zu sterben und Unser Mann in Havanna) arbeitete. Seit 1960 wirkte Cain regelmäßig als Chef-Designer. Er war für die Dekorationen des ersten Bond-Abenteuers Dr. No und einigen weiteren Einsätzen des 007-Superagenten zuständig. Berühmt wurden seine skurrilen Gimmicks zu Liebesgrüße aus Moskau, wo er u. a. den Schuh mit dem Springmesser der KGB-Agentin Rosa Klebb (gespielt von Lotte Lenya) und den vielseitig einsetzbaren Spezialkoffer Bonds kreierte.
Wenige Jahre später entwarf Cain die Dekorationen zu dem letzten Abenteuer des Bond-Imitats Harry Palmer, Das Milliarden-Dollar-Gehirn, zu François Truffauts futuristischer Horrorvision Fahrenheit 451, zu Alfred Hitchcocks schaurig-amüsantem Spätwerk Frenzy sowie zuletzt auch zu einer Reihe von recht spekulativen, martialischen und wenig feingeistigen Söldner-Actionfilmen.
Nach seinem allmählichen Ausscheiden aus dem Bereich Filmdesign begann Cain Geschichten für Kinder zu schreiben. Dennoch blieb er dem Film auch weiterhin verbunden und beteiligte sich als Storyboard-Designer an US-Großproduktionen wie Falsches Spiel mit Roger Rabbit und Die Muppets-Weihnachtsgeschichte aber auch am ersten Bond-Abenteuer mit Pierce Brosnan GoldenEye.

## Filmografie (Auswahl)
Chefarchitekt
- 1962: Der Weg nach Hongkong (The Road to Hongkong)
- 1962: Lolita
- 1962: James Bond – 007 jagt Dr. No (Dr. No)
- 1962: Holiday für dich und mich (Summer Holiday)
- 1962: Bob auf Safari (Call Me Bwana)
- 1963: James Bond 007 – Liebesgrüße aus Moskau (From Russia with Love)
- 1963: Manche mögen’s geheim (Hot Enough for June)
- 1964: Südlich vom Pangani-Fluß (Mister Moses)
- 1964: Die amourösen Abenteuer der Moll Flanders (The Amorous Adventures of Moll Flanders)
- 1964: Freiwild unter heißer Sonne (The High Bright Sun)
- 1965: Toll trieben es die alten Römer (A Funny Thing Happened on the Way to the Forum)
- 1965: Fahrenheit 451
- 1967: Das Milliarden-Dollar-Gehirn (Billion Dollar Brain)
- 1969: James Bond 007 – Im Geheimdienst Ihrer Majestät (On Her Majesty’s Secret Service)
- 1970: Das Wiegenlied der Verdammten (Murphy’s War)
- 1971: Frenzy
- 1972: Angst ist der Schlüssel (Fear is the Key)
- 1973: James Bond 007 – Leben und sterben lassen (Live and Let Die)
- 1973: Gold
- 1975: Brüll den Teufel an (Shout at the Devil)
- 1975: Schlacht in den Wolken (Aces High)
- 1977: Die Wildgänse kommen (The Wild Geese)
- 1979: Die Seewölfe kommen (The Sea Wolves)
- 1979: Omar Mukhtar – Löwe der Wüste (Lion of the Desert)
- 1981: Ein perfekter Bruch (Loophole)
- 1981: Das Kommando (Who Dares Wins)
- 1984: Wildgänse 2 (Wild Geese II)
- 1988: Tusks